# 謝火馬
謝火馬，或稱射火馬、燒火馬，是焚化紙紮馬隻（火馬、使馬）作祭品的台灣民俗科儀。

## 歷史
一說與孤魂信仰有關。依台南市後壁區崁頂勸善堂廟公黃神賜在1948年口述，緣起於清末欽差官林進由諸羅縣押解庫銀，途中遭盜賊攔截，官兵在搭乘竹筏到八掌溪崁頂岸邊後，最後於沼澤被淹死。村民為安撫亡靈，在池府千歲聖誕農曆六月十七日同一日舉行祭拜。勸善堂也有說法是祭祀在八掌溪舊河道沼澤地械鬥的亡靈。崁頂里長莊碧珠則說村民在村口沼澤殺盜匪，為讓亡魂解脫，因此有此燒火馬儀式。
另一說是瘟神信仰。象徵驅趕瘟神、祈求豐收，在農業社會很盛行。火馬相傳為神將坐騎，以前用稻草製成，後來失傳後按馬形體以竹子編製骨架。

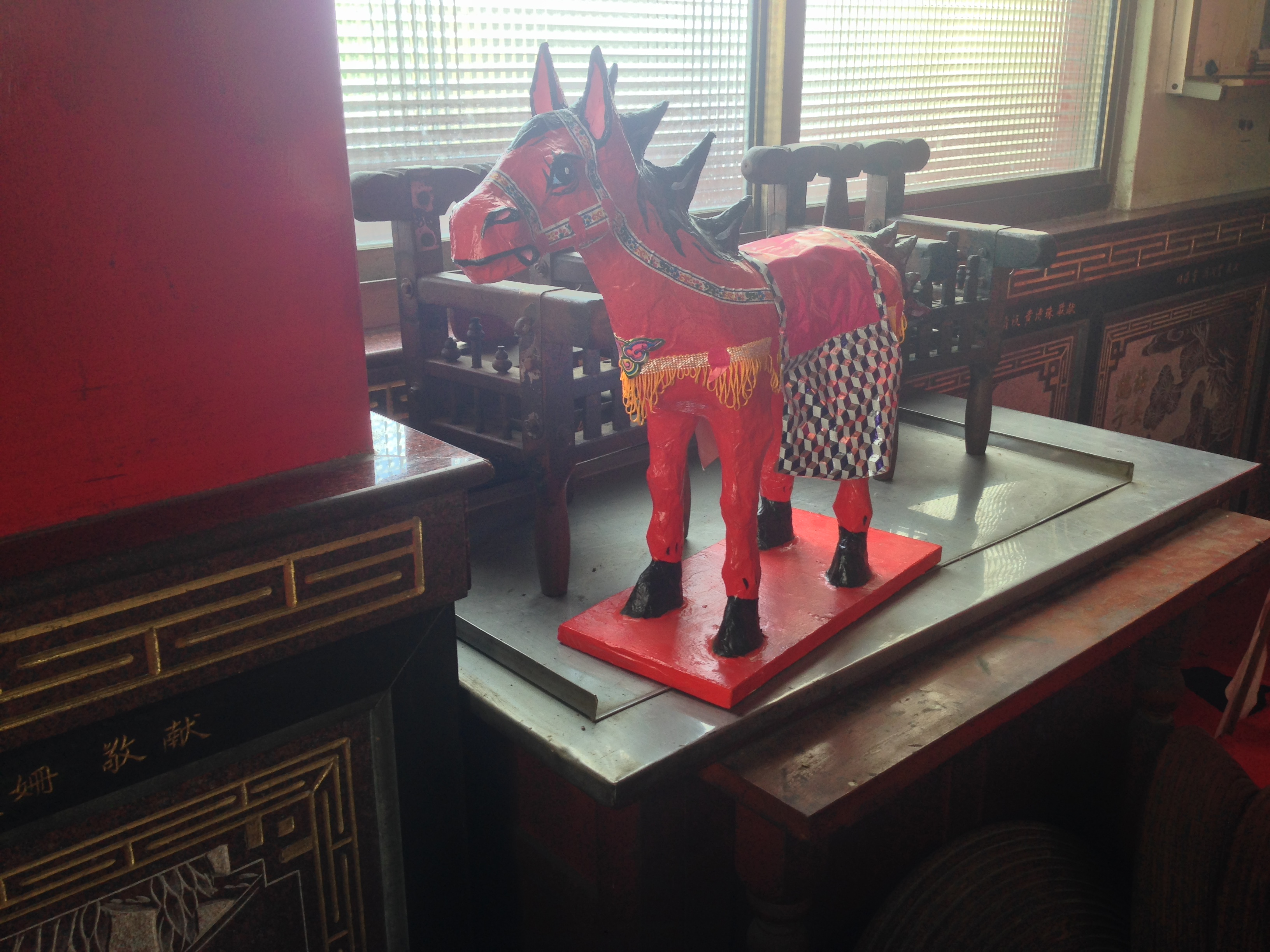
崁頂勸善堂廟內小型火馬

原先崁頂的習俗是用馬造型的紙糊黏在香爐，在祭拜亡靈時點燃，以答謝池王爺出面化解冤魂不平之氣。2005年，謝藏伍擔任崁頂村長後，才將小體積的紙糊馬隻，改成用木材製作的大型火馬。為了吸引遊客，前往鹽水武廟取經，設計可以讓蜂炮由馬腹中射出來，並到漚汪找紙紮師傅，才完成今日大型火馬的原始造型。當時一隻大型火馬製作成本約三萬台幣。
桃園市龜山區嶺頂里壽山巖觀音寺也派人前往南臺灣學習此科儀，在農曆正月初十舉行。
雲林縣水林鄉蕃薯厝順天宮也有此儀式，是用竹子編製紙馬，在元宵節舉行三天繞境夜巡射火馬活動，適逢馬年更擴大舉辦。
2016年時，崁頂勸善堂廟方準備的火馬數量達三十四隻，較去年多六隻、較前年多十六隻，2020年「後壁崁頂放火馬」登錄為台南市無形文化資產。

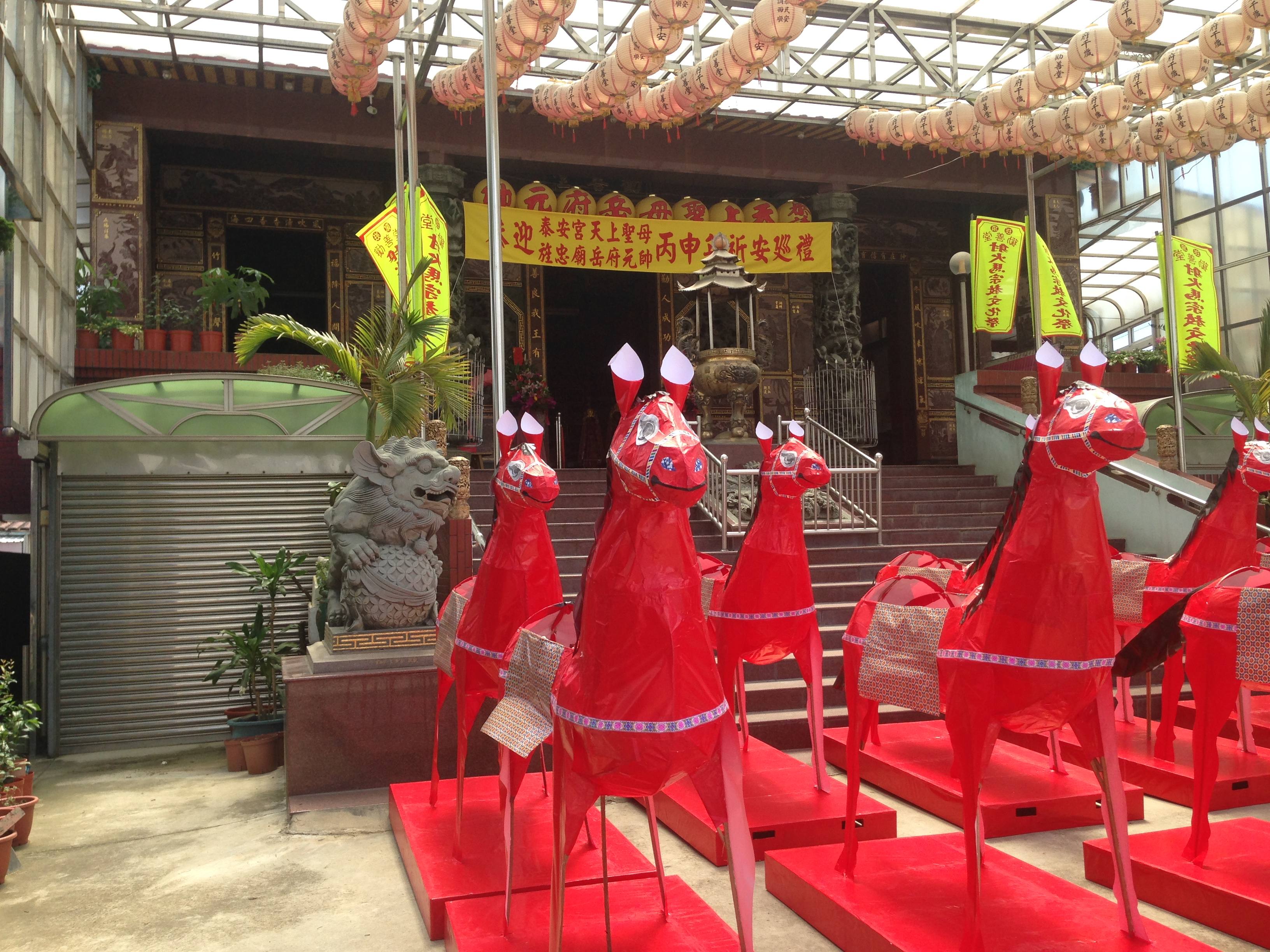
崁頂勸善堂廟埕火馬

## 儀式
崁頂的儀式會在農曆六月十七日下午三時舉行，勸善堂乩童先在案前起乩，一手持香一手拿法器，然後騎上紙糊馬發號施令，祭典正式展開。火馬依次施放，蜂炮從馬腹部射出，接著廟方人員對淋上汽油，最末燒庫銀紙錢，由池王乩童帶領眾人敬酒。